# بوزاولیک
بوزاولیک (انگلیسی: Buzavlyk) یک شهرک در شهرستان خایبولینسکی استان باشقیرستان کشور روسیه است.